# كريبانط مسوق جذري
كريبانط مسوق جذري (الاسم العلمي:Cryptanthus scaposus) هو نوع من النباتات يتبع جنس الكريبانط من الفصيلة البروميلية.